# Гідроенергетика Білорусі
Гідроенерге́тика Білору́сі — галузь енергетики у Білорусі, пов'язана із перетворенням енергії водних ресірсів в енергетичні.

## Гідроресурси
Гідроресурси країни обумовлені розташуванням в середині її рівнинної території вододілу між басейнами Балтійського і Чорного моря, який ділить країну на дві майже рівні частини, унаслідок чого річки, що витікають звідси, не можуть досягти значної потужності перш, ніж залишають її межі. Це зумовлює будівництво в республіці головним чином малих гідроелектростанцій та низьконапірних гідроенергетичних об'єктів.
Білорусь використовує менше 5 % своїх гідроресурсів: теоретичний потенціал її річок — близько 7,5 млрд. кВт·рік в середній по водності річок, а його частина, яка шляхом вироблення електроенергії на ГЕС або іншими технічними засобами може бути використана (технічний потенціал), — 2,5 — 3,0 млрд. кВт·год/рік. Перспективними гідроресурсними районами Білорусі є північна (білоруське Поозер'я) і центральна частини країни.
Діє більше двох десятків малих гідроелектростанцій, частина з яких відновлена (концерном «Біленерго» експлуатуються 16 ГЕС, 13 з яких відновлено). Їх загальна встановлена потужність становить близько 10 МВт. Загальне виробництво електроенергії складає у середньому 26 млн кВт·год.
На початок 2004 року встановлена потужність 21 ГЕС, що входять в концерн «Біленерго», склала 10,9 МВт, а їх річне виробництво електроенергії — близько 29 млн кВт·рік.

## Чинні електростанції
| Область      | Річка      | ГЕС             | Встановлена потужність ГЕС, кВт |
| ------------ | ---------- | --------------- | ------------------------------- |
| Берестейська | Логозва    | Логозвинська    | 100                             |
| Вітебська    | Дрисвята   | Богинська       | 630                             |
| Вітебська    | Нища       | Клястицька      | 520                             |
| Вітебська    | Улла       | Лепельська      | 320                             |
| Вітебська    | Туровлянка | Гомельська      | 260                             |
| Вітебська    | Черница    | Добромисленська | 210                             |
| Вітебська    | Лукомка    | Лукомльська     | 150                             |
| Гродненська  | Молчадь    | Гезгальська     | 620                             |
| Гродненська  | Рось       | Волпянська      | 500                             |
| Гродненська  | Свіслоч    | Войтовщизна     | 200                             |
| Гродненська  | Гавья      | Жемиславльська  | 200                             |
| Гродненська  | Молчадь    | Новоселковська  | 200                             |
| Гродненська  | Ошмянка    | Рачунська       | 200                             |
| Гродненська  | Лоша       | Яновська        | 150                             |
| Мінська      | Вілія      | Вілейська       | 1630                            |
| Мінська      | Свіслоч    | Гонолес         | 3 00                            |
| Мінська      | Югна       | Селявська       | 110?                            |
| Могильовська | Свіслоч    | Осиповицька     | 2175                            |
| Могильовська | Друть      | Чигиринська     | 1500                            |
| Могильовська | Друть      | Тетеринська     | 370                             |
| Всього       |            |                 | 10 345                          |